# Parque de Picadueñas
Parque de Picadueñas är en park i Spanien.   Den ligger i provinsen Provincia de Cádiz och regionen Andalusien, i den sydvästra delen av landet, 500 km söder om huvudstaden Madrid. Parque de Picadueñas ligger 46 meter över havet.
Terrängen runt Parque de Picadueñas är platt. Runt Parque de Picadueñas är det ganska tätbefolkat, med 192 invånare per kvadratkilometer. Närmaste större samhälle är Jerez de la Frontera, 1,4 km öster om Parque de Picadueñas. Trakten runt Parque de Picadueñas består till största delen av jordbruksmark.